# Хофф (тауншип, Миннесота)
Хофф (англ. Hoff) — тауншип в округе Поп, Миннесота, США. На 2000 год его население составило 195 человек.

## География
По данным Бюро переписи населения США площадь тауншипа составляет 93,2 км², из которых 93,1 км² занимает суша, a вода составляет 0,03 %.

## Демография
По данным переписи населения 2000 года здесь находились 195 человек, 61 домохозяйство и 53 семьи.  Плотность населения —  2,1 чел./км².  На территории тауншипа расположено 65 построек со средней плотностью 0,7 построек на один квадратный километр. Расовый состав населения: 92,82 % белых, 4,10 % афроамериканцев, 1,54 % — других рас США и 1,54 % приходится на две или более других рас. Испанцы или латиноамериканцы любой расы составляли 2,56 % от популяции тауншипа.
Из 61 домохозяйств в 42,6 % воспитывались дети до 18 лет, в 75,4 % проживали супружеские пары, в 6,6 % проживали незамужние женщины и в 13,1 % домохозяйств проживали несемейные люди. 9,8 % домохозяйств состояли из одного человека, при том 3,3 % из — одиноких пожилых людей старше 65 лет. Средний размер домохозяйства — 3,20, а семьи — 3,42 человека.
34,4 % населения — младше 18 лет, 8,7 % — в возрасте от 18 до 24 лет, 21,5 % — от 25 до 44, 23,6 % — от 45 до 64, и 11,8 % — старше 65 лет. Средний возраст — 38 лет. На каждые 100 женщин приходилось 114,3 мужчин.  На каждые 100 женщин старше 18 приходилось 106,5 мужчин.
Средний годовой доход домохозяйства составлял 41 667 долларов, а средний годовой доход семьи —  42 292 доллара. Средний доход мужчин —  31 607  долларов, в то время как у женщин — 15 000. Доход на душу населения составил 15 496 долларов. За чертой бедности находились 5,9 % семей и 7,7 % всего населения тауншипа, из которых 15,3 % младше 18 и 8,7 % старше 65 лет.